# گلبورن
گلبورن (به انگلیسی: Golborne) یک شهرک در بریتانیا است که در انگلستان واقع شده‌است. گلبورن ۲۴٬۱۶۹ نفر جمعیت دارد.